# Moodkid
Moodkid는 대한민국의 래퍼다. 2021년 싱글 《SIZE》로 데뷔했다.

## 방송
- 하고싶은말을해라 1 (2020) - Top16